# Kitasatospora aureofaciens
Kitasatospora aureofaciensはKitasatosporaの一種で、多くのテトラサイクリン系抗生物質の産生する。この菌が最初に分離されたのは米国コロンビア (ミズーリ州)にあるミズーリ大学コロンビア校のSanborn Fieldであった。この場所はアメリカ合衆国国定歴史建造物に指定された。